# NGC 7477
NGC 7477 is een spiraalvormig sterrenstelsel in het sterrenbeeld Vissen. Het hemelobject werd op 9 september 1866 ontdekt door de Duits-Deense astronoom Heinrich Louis d'Arrest.

## Synoniemen
- PGC 1245518